# Перепечёнов, Олег Александрович
Оле́г Алекса́ндрович Перепечёнов (род. 6 сентября 1975, Ангрен, Ташкентская область) — российский тяжелоатлет, заслуженный мастер спорта России.

## Спортивная карьера
Окончил Кубанский государственный университет физической культуры, спорта и туризма. Тренировался у Леонида Николаевича Дигая и А. Сырцова, выступая за ЦСКА. Также тренировался у Арипа Пирбудагова за Ханты-Мансийский АО. В состав национальной сборной Олег был включён в 1995 году. На международной арене первого большого успеха добился в 2001 году, завоевав в весовой категории до 77 кг золотую медаль на Чемпионате Европы 2001 года и серебряную — на Чемпионате мира того же года.
Установил 2 рекорда Мира и 16 рекордов России.
В настоящее время тяжелоатлет живёт в Таганроге Ростовской области РФ.

## Проблемы с допингом
12 февраля 2013 года Международный олимпийский комитет (МОК) дисквалифицировал выступление штангиста на Олимпийских играх 2004 года и лишил его бронзовой медали. Основанием послужили положительные результаты повторной проверки допинг-пробы Перепечёнова (наличие следов кленбутерола).

## Личное
Рост: 161 см. Вес: 98 кг.
Хобби: автомобили.

## Достижения
- Летние Олимпийские игры
  - 2004 — 3-е (365,0 кг в сумме, дисквалифицирован в 2013 году)
  - 2008 — 5-е (354,0 кг в сумме)
- Восьмикратный чемпион России
  - 1997: 350 (155+195) в весе до 76 кг
  - 1998: 357,5 (160+107,5) в весе до 77 кг
  - 1999: 352,5 (160+192,5) в весе до 77 кг
  - 2002: 382,5 (177,5+205) в весе до 77 кг
  - 2003: 390 (177,5+212,5) в весе до 85 кг
  - 2005: 386 (176+210) в весе до 85 кг
  - 2006: 382 (170+212) в весе до 77 кг
  - 2010: 378 (165+213) в весе до 85 кг
- Шестикратный обладатель Кубка России — 1997, 1998, 2000, 2002, 2005, 2007, на Кубке России 2000 в Липецке установил рекорды России, превышающие рекорды Мира — 175 кг в рывке, 210 кг в толчке и 385 (175+210) кг в сумме в весе до 77 кг. На чемпионате России 2006 в Невинномысске установил рекорд России, превышающий рекорд Мира в толчке - 212 кг в весе до 77 кг.    Результат в сумме до сих пор не превышен никем.
- Двукратный чемпион Европы
  - 2001 — 1-е
  - 2008 — 1-е (сумма), 2-е (рывок), 2-е (толчок)
- Дважды серебряный призёр Чемпионатов Мира в сумме
  - 2001 — 2-е (сумма)
  - 2002 — 2-е (сумма)
  - 2005 — 3-е (сумма)
  - 2006 — 1-е (толчок)
- Двукратный рекордсмен мира.

Перепечёнову принадлежит мировой рекорд в категории до 77 кг в толчке — 210 кг (27 апреля 2001, ЧЕ, Тренчин, 2007). В 2016 году рекорд был улучшен казахстанцем азербайджанского происхождения Нижатом Рахимовым (214 кг). В 2022 году Рахимов лишён этого рекорда за нарушение антидопинговых правил.